# فلتر السيجارة
فلتر السيجارة هو أحد مكونات السيجارة إلى جانب ورق السيجارة والمحافظ والمواد اللاصقة. لا يقلل الفلتر الضرر الصحي للسيجارة.
قد يُصنع الفلتر من ألياف أسيتات السيلولوز أو الورق أو الكربون المنشط (إما كفلتر تجويفي أو مضمن في أسيتات السيلولوز). استُخدمت ماكروبوروس راتنج فينول فورمالدهيد والأسبست أيضًا في فلاتر السجائر. تعدل الأسيتات والورق مرحلة دخان الجسيمات عن طريق الاحتفاظ بالجسيمات (الفلترة)، ويعدل الكربون المقسوم بدقة المرحلة الغازية (الامتزاز). في الاختبارات المعملية، تَبين أن المرشحات تقلل من القطران وينخفض دخان النيكوتين إلى 50% تقريبًا، مع معدل إزالة أكبر لفئات معينة من المركبات (مثل الفينولات) مقارنة بغيرها -المرشحات غير فعالة بشكل خاص- في إزالة الغازات من الوزن الجزيئي المنخفض جدًا، مثل أول أكسيد الكربون. إضافةً إلى ذلك، تحدث معظم هذه التخفيضات المقاسة فقط عندما تُدخن السيجارة بجهاز التدخين؛ عندما يدخنها الإنسان، تصل المركبات إلى الرئتين بصرف النظر إذا ما استُخدم فلتر أم لا.
تُجهز معظم السجائر المصنوعة في المعامل بفلاتر، ويمكن لأولئك الذين يلفون سجائرهم بأنفسهم شراء تلك الفلاتر من بائع السجائر. لم يقلل الاعتماد شبه الشامل على الفلاتر في السجائر من الأخطار على المدخنين، ولم تنخفض معدلات الإصابة بسرطان الرئة.
تُعد تعبئة سيجارة ذات طول معين بالفلتر أرخص من تعبئتها بالتبغ.

## خلفية تاريخية
في عام 1925، حصل المخترع الهنغاري بوريس آيفاز على براءة اختراع لعملية صنع فلتر السجائر من ورق الكريب.
من عام 1935، بدأت شركة بريطانية في تطوير آلة تصنع سجائر تضم الفلتر المائل. اعتُبر الفلتر عنصرًا مميزًا حتى عام 1954، عندما قدم المصنعون الماكينة على نطاق أوسع، بعد سلسلة من إعلانات المضاربة من الأطباء والباحثين بشأن العلاقة المحتملة بين أمراض الرئة والتدخين. منذ اعتبار السجائر المفلترة أكثر أمانًا، بحلول ستينيات القرن الماضي، سيطرت هذه السجائر على السوق. ارتفع إنتاج السجائر المفلترة من 0.5% عام 1950 إلى 87.7% بحلول عام 1975.
بين ثلاثينيات القرن الماضي وخمسينياته، كانت معظم السجائر بطول 70 ميليمتر. يتضمن سوق السجائر الحديث بشكل أساسي على سجائر مفلترة يبلغ طولها 80 ميليمتر (معبأة علب كرتونية) أو 85 ميليمتر (معبأة في أكياس ناعمة) أو 100 ميليمتر أو حتى 120 ميليمتر.
تُصنع فلاتر السجائر أساسًا من الفلين وتستخدم لمنع دخان التبغ من الوصول إلى لسان المدخن. ما تزال العديد من الفلاتر منقوشة لتبدو وكأنها الفلين.

## التصنيع
تُصنع أسيتات السيلولوز عن طريق أسترة القطن المبيض أو لب الخشب المخلوط بحمض الخليك. من بين المجموعات الثلاث السليلوزية هيدروكسي المتاحة للأسترة، يُأستر ما بين اثنين وثلاث مجموعات بالتحكم في كمية الحمض (درجة الاستبدال 2.35-2.55). يُنسج الإيستر إلى ألياف ويُشكل في حزم تسمى فلتر السحب. النكهات (المنثول) والمُحلِيات والمنقيات (ثلاثي الأسيتات) ومثبطات اللهب (تنجستات الصوديوم) هي كبسولات قابلة للتحطيم تطلق النكهات عند الطلب، ويمكن إضافة إضافات تلوين دخان التبغ إلى فلاتر السجائر. تُعد هويشت سيلانيز وإيستمان للكيماويات في الولايات المتحدة وسرديا في ألمانيا ودايسيل وميتسوبيشي رايون في اليابان أكبر خمسة مصنّعين لسحب الفلاتر.
تُستخدم مواد لاصقة ذات نشاء أو مواد لاصقة قائمة على المستحلب في لصق طبقات السجائر. تستخدم المواد اللاصقة القائمة على الذوبان الساخن والمستحلب في طبقات الفلتر. تستخدم المواد اللاصقة القائمة على المستحلب لربط الفلاتر بالسجائر. قد يُطلى ورق التلوين بكحول بولي فينيل.